# Bowness-on-Windermere
Bowness-on-Windermere és una localitat situada al comtat de Cumbria, a Anglaterra (Regne Unit), amb una població estimada a mitjan 2016 de 2.511 habitants.
Està situada al nord de la regió Nord-oest d'Anglaterra, prop de la frontera amb Escòcia i amb la regió Nord-est d'Anglaterra i de la costa de la mar d'Irlanda.